# Megalopyge opercularis
Sâu bướm Megalopyge opercularis có nhiều tên chung, bao gồm Sâu bướm Puss, bướm flannel miền nam, bướm mèo, sâu bướm đuôi sóc. Ấu trùng và con bướm có hình dạng đặc biệt. Ấu trùng dài một inch dài được bọc rộng rãi trong lớp lông dài, cứng như tóc, làm cho nó trông giống như một con mèo Ba Tư, đặc tính mà có lẽ đã cho nó cái tên "đuôi sóc. Nó là loài thay đổi về màu sắc, từ mai xám-trắng-nâu vàng để tối màu xám than. Nó thường có một vệt màu cam sáng chạy theo chiều dọc. M. opercularis có thể tìm thấy trên cây sồi, cây cam chanh và các loài cây khác và trên nhiều cây trong vườn như hoa hồng, thường xuân. Nó phân bố khắp phía nam Hoa Kỳ, México, và một phần Trung Mỹ. Nếu con người đụng phải lông con sâu bướm sẽ bị ngứa da. Con sâu bướm bị xem là loài độc.

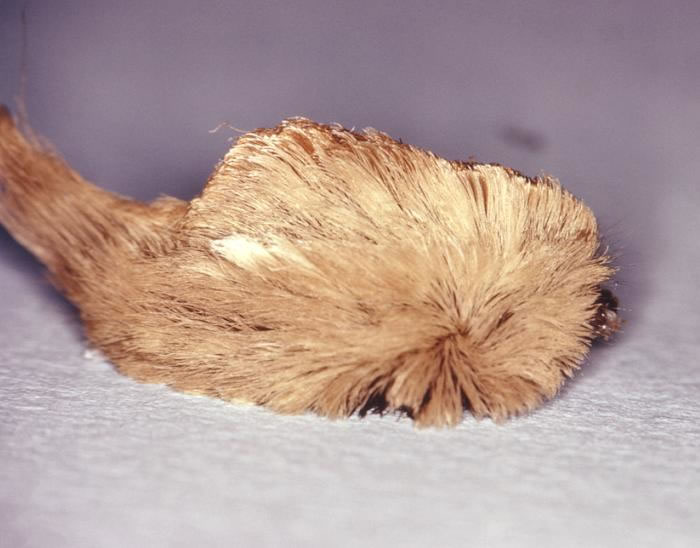
Sâu bướm

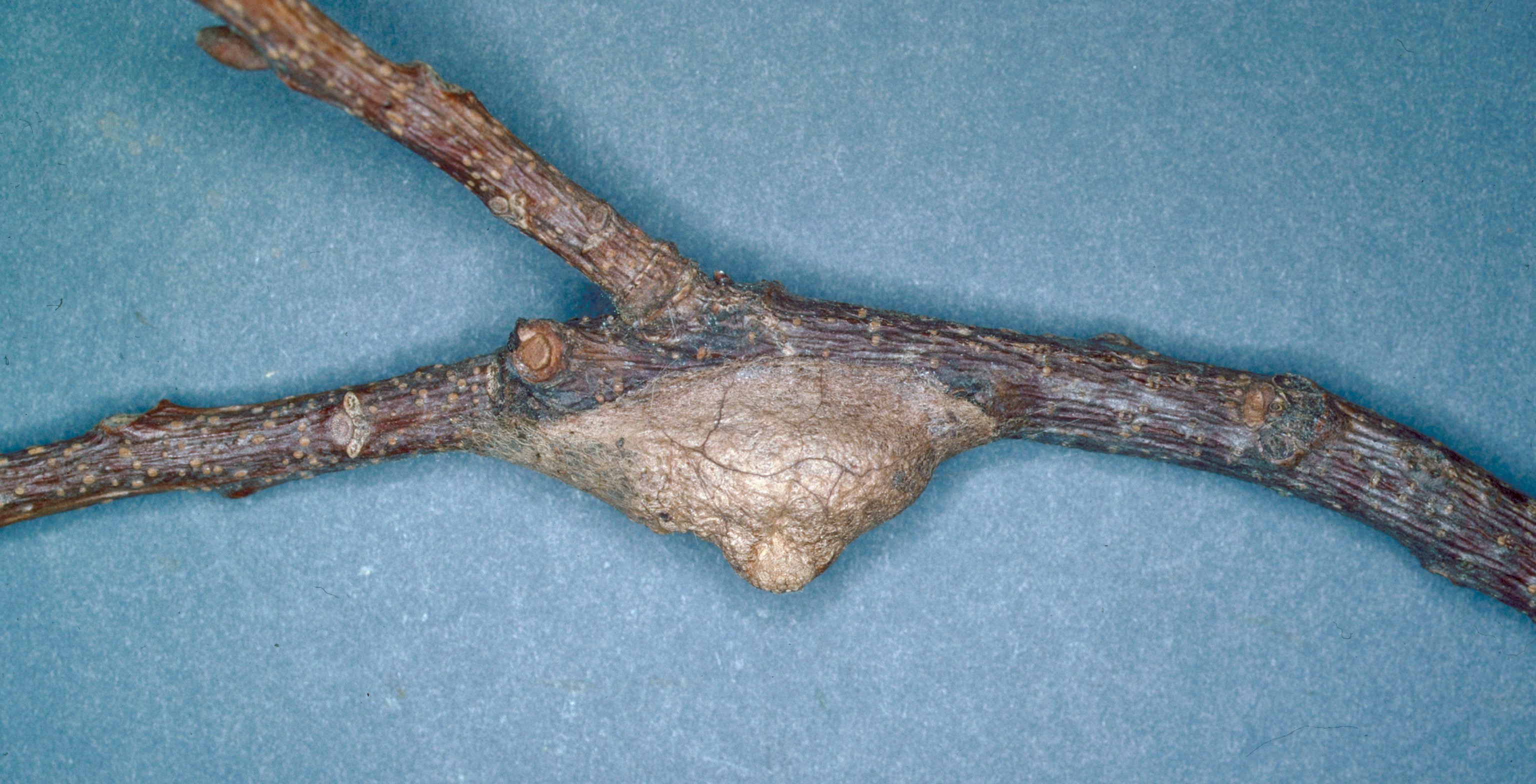
Cocoon